# 데스애더속
데스애더속(Acanthophis 아칸토피스[*])은 코브라과에 딸린 독사들의 한 속이다. 오스트레일리아, 뉴기니 및 그 부속도서들에 서식하며, 세계에서 가장 독이 강한 뱀들 중 하나이다. 모식종은 데스애더(Acanthophis antarcticus)이다.